# Електрична розвідка
Електри́чна ро́звідка, електроро́звідка, геоелектрика — група методів розвідувальної геофізики, що базуються на вивченні природних або штучних електромагнітних полів, які збуджуються в земній корі.

## Загальний опис
Електромагнітне поле, що досліджується в землі і на її поверхні, залежить від властивостей гірських порід (їх пит. електрич. опору, магнітної і діелектрич. проникності, поляризовності), що дозволяє по зміні його параметрів вивчати геол. будову територій і виявляти поклади корисних копалин.
Застосовується понад 100 модифікацій Е.р., що поділяються на такі осн. групи методів:
- питомих опорів,
- електрохімічної поляризації,
- магнітотелуричного поля,
- електромагнітного зондування,
- індуктивні і
- радіохвильові.

Електророзвідувальна апаратура складається з джерел струму (батареї, генератори тощо), живильних (заземлена на кінцях лінія, замкнений одновитковий або багатовитковий контур та ін.) і вимірювальних (датчики поля, набір проміжних перетворювачів сигналу) пристроїв. Для вивчення малих глибин (до одного км) застосовується, як правило, переносна апаратура. Для глибинних досліджень використовують електророзвідувальні станції.
У гірн. справі шахтні, свердловинні і кар'єрні модифікації Е.р. використовуються при експлуатаційній розвідці, технол. картуванні, дослідженні стійкості гірн. виробок та ін.

## Електророзвідувальна апаратура
Станом на 2020-ті роки під час інженерно-геологічних досліджень найширшого застосування набули методи електророзвідки постійним та низькочастотним змінним струмом, значно менше використовується високочастотна електророзвідка.
Найпоширенішим електророзвідувальним приладом є електронний стрілочний компенсатор ЕСК-1. Він призначений для вимірювання різниці потенціалів між приймальними електродами і силою струму живлячої лінії. ЕСК-1 сконструйований за автокомпенсаційною схемою. 
Для вивчення порід на невеликих глибинах, з якими доводиться мати справу в інженерній геології, використовуються також електророзвідувальний потенціометр ЕП-1, апаратура низької частоти АНЧ-1 та вимірювач удаваних опорів ВУО-50.
Для лабораторних вимірювань застосовуються як згадані вище електророзвідувальні вимірювальні прилади, так і різна електрорадіотехнічна апаратура. 